# Saukorem
Saukorem (também Tanjung Saukorem, Saoekorem ou Saokorem ) é uma vila costeira na Papua Ocidental, Indonésia, localizada a cerca de 125 km a noroeste de Manokwari. A cidade está localizada na costa norte da Península da Cabeça de Pássaro e, administrativamente, é o principal assentamento do subdistrito de Amberbaken da Regência de Tambrauw.

## História
A vila foi ocupada pelos holandeses sob comando das Índias Orientais Neerlandesas e deram-lhe o nome, originalmente escrito "Saoekorem" ou "Saokorem". Foi relatado que um sargento Mandala foi enviado para Saukorem. Os missionários cristãos eram ativos na área e foram relatados como tendo vindo à localidade através do Vale de Kebar. O arroz é cultivado em solo seco no distrito próximo à costa. Em 16 de março de 1994, uma história em vídeo chamada "Kaman ja Squash seed" foi filmada na vila por um homem de 40 anos chamado Markus Wabia.

## Geografia
Saukorem fica na parte noroeste de Papua, ao norte da Península da Cabeça de Pássaro. A vila fica em uma praia situada em uma pequena baía conhecida como Baía de Dore, com promontório costeiro projetando-se para o noroeste da vila. As aldeias nas proximidades incluem Roewe ou Rewe (17 km a oeste), Maiami e Manganeki. A sudeste da vila, um rio importante, conhecido como o rio Wampai, deságua no mar e também o rio Wepe flui nas proximidades de Saukorem. Ao sul da vila fica o Vale de Kebar e as montanhas Tamrau, com uma altitude não inferior a 2500 m. Ele contém notáveis populações de garça. O Vale Kebar, em seções mais para o interior, fica a 600 metros acima do nível do mar. Um caminho atravessa o vale e as montanhas que conectam a vila ao povoado de Andai e atinge uma altitude de 1200 metros.

## O Farol
A vila fica na parte norte da Baía de Canderawasih, em uma baía menor conhecida como Baía de Dore e, segundo relatos populares, existe um canal que permite que os barcos desembarquem facilmente, independentemente do estado da maré e do surfe.
Um farol está localizado em Saukorem, localizado a 22 km a leste-sudeste de Saukris. Possui pintura branca e uma altura de 30 m com uma estrutura esquelética de ferro e com 32 m de plano focal, emite dois flashes brancos a cada 10 segundos.

## Demografia
A vila abriga os povos Abun, Dore e Wabia, que fizeram seu centro em um lugar chamado Wepai, na vila de Saukorem. É relatado que os Abun que vivem em Saukorem têm filhos não apenas com parceiros de outras famílias, mas com primos e parentes distantes, o que afeta a visão dos pais de que os filhos são verdadeiramente "biológicos" ou não.
Diz-se que o povo de Saukorem desta área da península da Cabeça de Pássaro produzem figuras de madeira conhecidas como figuras de Korwar. Muitas vezes são feitas com contas de vidro para os olhos e uma fita para o pescoço feita de tecido de casca de árvore e com os crânios de membros falecidos da família. Diz-se que as figuras Korwar, em particular, feitas com caveiras, fornecem uma morada para os espíritos dos que partiram e acredita-se que guardam-se nelas a força vital que está contida no crânio do falecido.

Os habitantes locais também são conhecidos por sua produção independente de tecido de casca de árvore. Algumas das mulheres Dore da aldeia tatuam seus seios e o rosto em um ritual chamado "pa", realizado com espinhos e usando carvão para esfregar os pontos sangrentos. Diz-se que os habitantes locais são particularmente hábeis na construção de canoas, produzindo uma canoa conhecida como canoa Geelvink Bay, que tem um alto afixo no arco e na extremidade da popa.